# XAD
A XAD rendszer egy kliens-alapú kicsomagoló (kitömörítő) rendszer Amigára. Ez azt jelenti, hogy van egy "mester" programkönyvtár (xadmaster.library), mely interfészt biztosít a kliens és a felhasználói alkalmazás között. A különböző tömörítési formátumokat külön kliensek kezelik. Fájl-, lemezkötet-, illetve lemezképfájl (pl. ADF) tömörítvényeket is képes kezelni a rendszer. Formátumkezelő klienst bárki készíthet a rendszerhez, ugyanakkor a mester programkönyvtár néhányat már beépítve tartalmaz a könnyebb használhatóság érdekében (pl. LHA, LZX, stb.).
A XAD alrendszer az AmigaOS 3.9 operációs rendszer része, egy egyszerű ReAction GUI-alapú kitömörítő grafikus felhasználói felülettel együtt. A szoftverrendszer szintén része a MorphOS operációs rendszernek a 2.0 változat óta. A macOS felhasználói felületet (frontend) The Unarchiver-nek hívják és Objective-C nyelven íródott.